# Licochalcona A
Licochalcona A es una chalcona, un tipo de fenol natural. Se puede aislar de la raíz de Glycyrrhiza glabra (regaliz) o Glycyrrhiza inflata. Muestra propiedades antimalaria, anticancer, antibacteria y antiviral (específicamente como inhibidor de la neuraminidasa del virus de la gripe)  in vitro.